# Вершина (Боханский район)

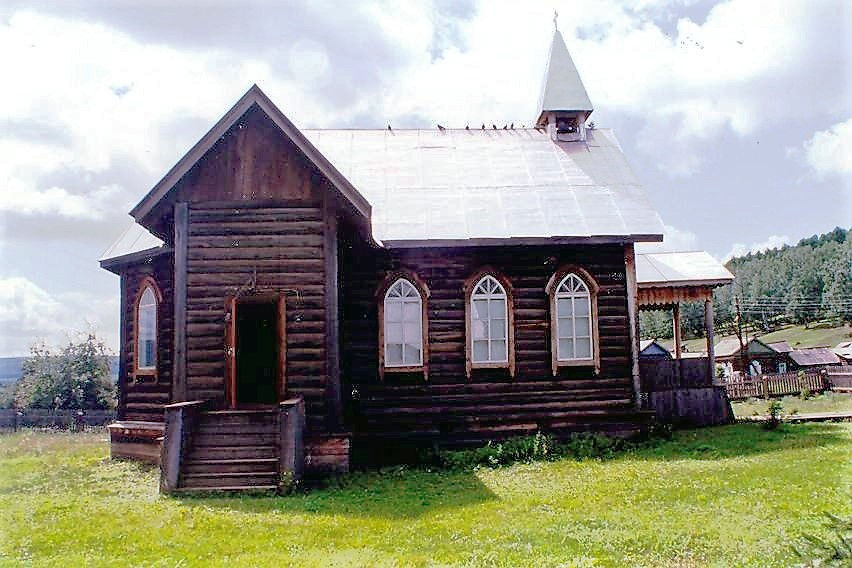
Костёл в с. Вершина

Верши́на (пол. Wierszyna) — деревня в Боханском районе Усть-Ордынского Бурятского округа Иркутской области. Входит в муниципальное образование «Шаралдай».

## История
Село Вершина обязано своим появлением аграрной реформе Столыпина в 1906—1914 гг. и основано переселенцами из бывшего царства Польского, которое входило в состав Российской империи.
Обещанная переселенцам земля оказалась мало пригодной для земледелия; местные жители — буряты — пугали: полякам были чужды их верования, обычаи и язык. Переселенцы жили в землянках, голодали.
Едва ли когда-либо устроится без особой помощи большинство поляков, выходцев горнопромышленного района, не имеющих ни средств, ни сельскохозяйственных навыков... В общем переселенцы, водворённые в 1910 году, малосостоятельны, и большинство из них нуждается в особых о них заботе и помощи... заняли самый неподходящий для земледелия участок, не имеют никакого подспорья, например, в продаже леса на шпалы, гонке смолы и дёгтя и так далее... проголодав зиму прошлого года, будут голодать и настоящую, а то и засеменения распаханных клочков всем не хватит... заведующий Кутуликским переселенческим подрайоном Иркутской губернии Л.Кременер
Многие уехали на родину, а остальные, чтобы прокормиться, работали на местных жителей. Только через несколько лет они образовали сельское общество во главе со старостой. Построили школу, водяную мельницу. В 1915 году был построен костёл, а в мае он был открыт для богослужений, которые проходили только раз в год, когда на две-три недели приезжал иркутский священник — постоянного ксендза в Вершине не было.
Во время Большого террора 1937-38 годов году в Вершине было арестовано 29 человек. Все они были расстреляны.
Сегодня Вершина — это красивое село, выделяющееся среди соседних населённых пунктов своей ухоженностью и наличием дороги с асфальтовым покрытием. Но здесь нет ни почтового отделения, ни телефонной связи. Телевизионный сигнал поступает неустойчиво. Связь с внешним миром осуществляет рейсовый автобус из Иркутска.

## Население
| 2002 | 2010 | 2011 | 2012 |
| ---- | ---- | ---- | ---- |
| 88   | ↗328 | →328 | ↗329 |

Примерно половина семей в селе однородны по национальному составу — польские; чуть меньше смешанных. Остальные — поселившиеся в 60-70-х годах.
Несколько фамилий очень распространены — Мыцка, Фигура, Поспех, Новак, Вижинтас, Митренга, Калета, Петшик, Рачек.

## Язык
Нынешние жители Вершины сохраняют польский язык, хотя, по мнению гостей из Польши, он сильно отличается от литературного варианта: в говоре многих то и дело проскакивают русские слова с польскими окончаниями. Говоря по-русски, вершининцы тянут букву «ы», превращая её в долгое «э».

## Традиции
В Вершине любят польскую кухню: здесь можно отведать фляки; крупнеки, полывку — отварной картофель с кислым молоком и сметаной; зур — суп с закваской из дрожжевого теста и т. п.
Чтят здесь и национальные праздники. Под Рождество школьники дают традиционное рождественское представление, символизирующее появление на свет младенца Иисуса. А в полночь начинается служба. Дети получают подарки от святого Николая, который кладет их в специальный чулок.
Проводы зимы вершининцы отмечают сплавляя после окончания морозов по реке Можанну — соломенную куклу, символизирующую зиму.
1 ноября, в День всех святых, у надгробий родных принято зажигать свечи, которые горят до утра — это обряд поминовения. В темноте кажется, что около Вершины вырос город.
В селе есть свой народный фольклорный ансамбль «Яжобмэк», польское культурное общество «Висла» и польский дом.

## Связи с Польшей
Из Польши в Вершину нередко приезжают журналисты. Каждое лето приезжают туристы, которые узнают о Вершине из публикаций в СМИ и интернете.
Польское министерство образования отправляет в село преподавателей польского языка и обеспечивает их методическими пособиями, литературой. Также польским министерством образования оплачивается обучение вершининцев в университетах Варшавы. Экзамены абитуриенты сдают в иркутском консульстве.

## Упоминание в литературе
Польский путешественник Ромуальд Коперский посвятил Вершине несколько страниц своей книги «По Сибири без денег».
В 2007 году на страницах местных изданий Иркутской области была опубликована статья Ирины Ружниковой «Поляки уходили на войну из сибирской Вершины». Статья была посвящена хранителю истории Вершины, Валентину Ивановичу Петшику, который долгие годы занимался историей села. В 2010 году он издал книгу «Маленькая Польша в таёжной Сибири» по истории села.